# José G. Rivero
José G. Rivero fue un político peruano. 
Fue elegido diputado por la provincia de Calca en 1892. Su mandato se vio interrumpido por la Guerra civil de 1894. 